# 文選 (出版)
文選（ぶんせん）とは、活版印刷の工程の一つで、原稿に従って活字棚から活字を順に拾い、文選箱に納めること。採字とも。
この作業は熟練工の独擅場であったが、のちに鋳植機の登場や、写真植字、さらにはDTPに押されて衰微していった。

## 工程

### 植字との分業
ラテン文字を基本とした欧文組版では活字の種類が少ないので活字ケースから活字を取り上げながら植字することが可能であり、これを拾い組みとよぶ。しかし、数万種に及ぶ漢字を用いる中国語、漢字に加えてカタカナ、ひらがなを用いる日本語（和文）の組版での拾い組みは著しく効率が悪いうえ、活字を拾うこと自体に専門的能力が要求されるので、文選と植字を別工程とした。文選工は活字を拾うことに専念し、植字工は活字を並べて約物を挟むことに専念する。

### 熟練工
和文の組版環境において、熟練した文選工は、同じく熟練した植字工が組版を整える約1/2のスピードで文字を拾っていく。したがって、植字工1名と文選工2名の組合せで、遅延なく工程を進行させることができる。
半分の速度では遅いようだが、膨大な数の和文活字を、約物やインテルを挟んで整形していく（だけの）作業の半分の時間で進めていくことができるというのは、各活字が活字棚のどこにあるかを身体で覚えている必要があるので、生半可なことではない。

### 活字の取扱い
活字の取扱いには注意を要した。宮沢賢治は「銀河鉄道の夜」で、主人公ジョバンニが文選のアルバイトをしている姿を描いていて、この場面では活字をピンセットで拾っている。しかし、活字合金は鉛を主体とした軟らかいものなので金属製の器具で扱うと傷を付けるおそれがあり、少なくとも日本の多くの印刷所では素手で扱っていたという（組んだあとの文字訂正の際は別）。有毒な鉛を素手で扱うことになるので、作業後には充分に手洗いをする必要があった。

## その他

### 活字転倒の校正記号
校正記号には、活字の転倒を指摘する記号がある。活字には上下の方向が分かるように小さな溝が（下となる側に）掘られており、指で触れることによって判然とする。したがって、活字の転倒は拾う時ではなく、むしろ文選箱の中で、あるいはその後で発生することが多かった。転倒の校正記号は、後のDTP工程においては縦組み中の横文字の使用に限定されるようになり、ほとんど使用しなくなったので、本義から外れて「削除」の意に転用されることもある。

### ケース
欧文活字の拾い組みでは、大文字は植字台の上部に立てかけられていたケースに、小文字は植字台の下部のケースに収められていた。英語で大文字・小文字の区別をケース (case) と呼び、さらに大文字のことを upper case、小文字のことを lower case と呼ぶのはここから来ている。